# Petteri Koponen
Petteri Johannes Koponen (Espoo; 13 de abril de 1988) es un jugador finlandés de baloncesto que milita en el Helsinki Seagulls de la Korisliiga.

## Carrera

### Europa
Koponen acudió al Mäkelänrinne Senior High School de Helsinki. Su primer club fue el Malmi Super-Koris ("Malmi super-basketball"), más tarde saltó al Espoon Honka, equipo puntero en el país, donde pasó las tres últimas temporadas. Bajo el mandato del técnico Mihailo Pavicevic rápidamente se convirtió en una de las claves del campeonato de 2006-07, en el que llamó la atención de los ojeadores de la NBA y de los grandes clubs de Europa. Jugó en el equipo World All-Star del Nike Hoop Summit 2007 en Memphis, y fue considerado uno de los mejores jugadores tras firmar 12 puntos y 6 asistencias.
Promedió 12.4 puntos, 2.5 rebotes y 4.1 asistencias en liga regular. Anotó su tope con 28 y 10 asistencias ante el Lahti. En playoffs firmó 12.8 puntos, 2.2 rebotes y 2.3 asistencias. Volvió a anotar 28 (con 7 triples incluido) en 1/4 de final ante el Tarmo.
Destacó en Finlandia por su agilidad, rapidez, visión de juego y habilidad con el balón.
En enero de 2021, abandona el Bayern de Múnich y firma por el Pallacanestro Reggiana de la Lega Basket Serie A italiana.
El 14 de agosto de 2021, regresa a Finlandia para jugar en el Helsinki Seagulls de la Korisliiga.

### NBA
El 28 de junio de 2007, Koponen fue elegido por Philadelphia 76ers en el puesto 30 de 1.ª ronda del draft de 2007. Tras ser elegido fue traspasado a Portland Trail Blazers por Derrick Byars (elegido en el puesto 42) y dinero. Sin embargo, no llegó a debutar en la NBA y continuó su carrera en Europa.

### Selección nacional
Con Finlandia ha disputado los siguientes eventos: Eurobasket 2011 en Lituania, Eurobasket 2013 en Eslovenia, Eurobasket 2015 en Francia y el Eurobasket 2017 en Turquía.
En septiembre de 2022 disputó con el combinado absoluto finlandés el EuroBasket 2022, finalizando en octava posición.